# Ponte do Desengano
A Ponte do Desengano é uma ponte rodoferroviária sobre o rio Paraíba do Sul, no limite dos municípios brasileiros de Valença e Vassouras, no estado do Rio de Janeiro.
A ponte está situada no km 130,45 da Linha do Centro da antiga Estrada de Ferro Central do Brasil. Foi a primeira ponte de ferro construída sobre o rio Paraíba do Sul, quando a linha passa antes da estação de Barão de Juparanã para a margem direita do rio. Foi inaugurada em 1865, com a presença da família imperial que na ocasião participou de uma grande celebração na fazenda Santa Mônica de propriedade da família Nogueira da Gama.
Por ela hoje passam os trens cargueiros da MRS, atual concessionária da linha. Em data que não foi possível determinar passou a servir também à estrada de rodagem, dando passagem para um só veículo.